# Санкюлоти

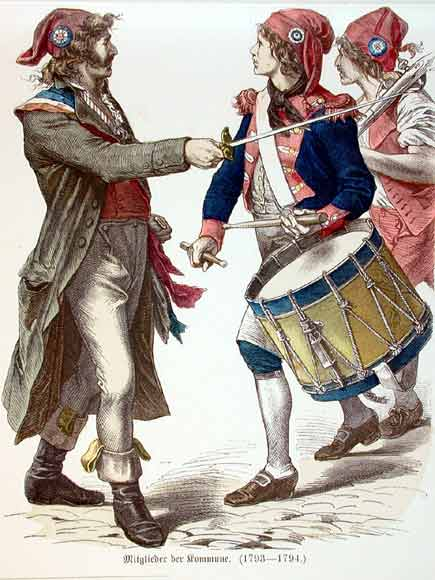
Санкюлоти

Санкюло́ти (фр. sans-culottes, від фр. sans — «без» і фр. culotte — «короткі штани, кюлоти») — представники міської бідноти, які носили довгі штани, зроблені з грубої тканини. Під час диктатури якобінців вважалися патріотами та революціонерами.
У червні 1793 року допомогли прийти до влади якобінцям і в вересні змусили Конвент розгорнути терор. З його початком багато державних службовців стали одягатися «а-ля санкюлот». Самі санкюлоти вимагали посилення контролю за цінами та доходами, звинувачуючи уряд в надмірному лібералізмі.
У 1792—1795 роках санкюлотами стали образно називати будь-яких радикально налаштованих революціонерів. Санкюлоти підтримували найбільш лівих революційних політиків — Ебера, потім Робесп'єра і Комітет громадського порятунку.
Після падіння Робесп'єра санкюлоти організували Преріальське повстання, з розгромом якого перестали грати значну політичну роль.